# Melodinus honbaensis
Melodinus honbaensis är en oleanderväxtart som beskrevs av A. Cheval. och Pitard. Melodinus honbaensis ingår i släktet Melodinus och familjen oleanderväxter. Inga underarter finns listade i Catalogue of Life.